# Carlos Marcano
Carlos Rafael Marcano Mogollón (Venezuela, 27 de julio de 1994) es un periodista y profesor universitario venezolano. Ha sido colaborador comunicacional de varias organizaciones del país. El 23 de mayo de 2025, dos días antes de las elecciones regionales y parlamentarias en Venezuela, funcionarios de la Policía Nacional Bolivariana allanaron su casa y lo detuvieron. Con su arresto, ascendió la cifra de trabajadores de la prensa presos en Venezuela a 16. Organizaciones como el Sindicato Nacional de Trabajadores de la Prensa (SNTP) y el Colegio Nacional de Periodistas denunciaron su detención. Después de permanecer desaparecido, se conoció que fue recluido en la cárcel de Tocorón.

## Detención
Carlos Marcano es egresado de la Universidad Monteávila. El 23 de mayo de 2025, alrededor de las 6:30 a. m. y dos días antes de las elecciones regionales y parlamentarias en Venezuela, funcionarios de la Policía Nacional Bolivariana allanaron su casa en la urbanización Miranda, en el municipio Sucre de Caracas, y lo arrestaron. Con el arresto de Carlos, la cifra de trabajadores de la prensa presos en Venezuela asciendió a 16.
Marcano fue uno de los 21 venezolanos mencionados durante una rueda de prensa y acusados por el ministro de interior, Diosdado Cabello, de estar vinculados en una "conspiración" después del arresto del líder opositor Juan Pablo Guanipa.
El Sindicato Nacional de Trabajadores de la Prensa (SNTP) y el Colegio Nacional de Periodistas denunciaron su detención. Amnistía Internacional también denunció la ola de arrestos previa a las elecciones, incluyendo la de Carlos Marcano, declarando: "Recordamos que los crímenes de lesa humanidad no prescriben". El Comité de Derechos Humanos del partido Vente Venezuela se unió al rechazo de las detenciones. La organización de derechos humanos Justicia, Encuentro y Perdón hizo un llamado para que se respetara el debido proceso de los detenidos. Su madre rechazó las acusaciones en su contra, exigiendo conocer su paradero, su liberación, y declarando que “es inocente y no está involucrado en ninguna acción terrorista”. Posteriormente se conoció que fue recluido en el Centro Penitenciario de Aragua, más conocido como la cárcel de Tocorón.